# Consejo Nacional de Seguridad Aeroespacial
El Consejo Nacional de Seguridad Aeroespacial (CNSA) es el órgano de apoyo al Consejo de Seguridad Nacional de España en materias de planificación y coordinación relacionadas con la seguridad aeroespacial, así como en el reforzamiento del Sistema de Seguridad Nacional en su ámbito. El Consejo se reúne cada dos meses, aunque puede reunirse de forma extraordinaria cuando lo considere su Presidente. Asimismo, sus reuniones pueden ser presenciales o telemáticas.

## Historia
El origen del CNSA se remonta a la Estrategia de Seguridad Nacional de 2017. En este estrategia, uno de los objetivos y línea de actuación era el «espacio aéreo terrestre y ultraterrestre». En 2018 comenzaron los trabajos para desarrollar este aspecto, y en abril de 2019 el Consejo de Seguridad Nacional (CSN) aprobó la Estrategia de Seguridad Aeroespacial Nacional, que preveía la creación de este Consejo como órgano de apoyo al CSN.
Finalmente, en marzo de 2020, el CSN aprobó la creación del Consejo Nacional de Seguridad Aeroespacial, y estableció que su presidencia correspondía al Jefe de Estado Mayor de la Defensa (JEMAD), así como la participación en él del Departamento de Seguridad Nacional, de los Departamentos ministeriales que conforman el CSN y otras autoridades que se consideren necesarias.
En abril de 2023, con motivo de la creación de la Agencia Espacial Española, se creó una vocalía para que esta tuviera representación.

## Funciones
En concreto, el CNSA tiene asignadas las siguientes funciones:
- Apoyar al Consejo de Seguridad Nacional en materias de planificación y coordinación de la política de Seguridad Nacional relacionadas con la seguridad aeroespacial.
- Contribuir a reforzar el adecuado funcionamiento del Sistema de Seguridad Nacional en el ámbito de la seguridad aeroespacial, cuya supervisión y coordinación corresponde al Consejo de Seguridad Nacional.
- Apoyar la toma de decisiones del Consejo de Seguridad Nacional en las materias propias del ámbito de la seguridad aeroespacial, mediante el análisis, estudio y propuesta de iniciativas tanto en el ámbito nacional como en el internacional.
- Reforzar las relaciones de coordinación, colaboración y cooperación entre las Administraciones Públicas con competencias relacionadas con el ámbito de la seguridad aeroespacial, así como entre los sectores público y privado.
- Contribuir a la elaboración de propuestas normativas para el fortalecimiento del Sistema de Seguridad Nacional en el ámbito de la seguridad aeroespacial.
- Apoyar al Consejo de Seguridad Nacional en su función de verificar el grado de cumplimiento de la Estrategia de Seguridad Nacional y proponer, en su caso, su revisión, en lo relacionado con la seguridad aeroespacial.
- Evaluar el grado de desarrollo y cumplimiento de la Estrategia de Seguridad Aeroespacial Nacional, así como de los instrumentos de desarrollo aprobados, e informar ulteriormente al Consejo de Seguridad Nacional.
- Impulsar los estudios necesarios para que la Estrategia de Seguridad Aeroespacial Nacional evolucione armónicamente con respecto a la situación aeroespacial, a la normativa aeroespacial nacional e internacional y a otras estrategias con dimensión internacional, proponiendo, en su caso, la revisión de la estrategia vigente o la aprobación de una nueva.
- En apoyo del Comité de Situación y en el ámbito de la seguridad aeroespacial: valorar los riesgos asociados a los desafíos y amenazas; analizar los posibles escenarios de crisis y su evolución, en especial de aquellos susceptibles de derivar en una situación de interés para la Seguridad Nacional; elaborar y mantener actualizados los planes de respuesta; formular directrices para realizar ejercicios de gestión de crisis y evaluar los resultados de su ejecución; todo ello en coordinación con los órganos y autoridades directamente competentes y con el Comité de Situación.
- Contribuir a la organización de la contribución de recursos a la Seguridad Nacional de responsabilidad del Consejo de Seguridad Nacional en el ámbito de la seguridad aeroespacial
- Aprobar sus propias normas de régimen interno y de funcionamiento.
- Todas aquellas otras funciones que le atribuya el ordenamiento jurídico o que le encomiende el Consejo de Seguridad Nacional.

## Composición
El CNSA se compone de:
- El Jefe de Estado Mayor de la Defensa, que lo preside.
- El Director del Departamento de Seguridad Nacional, que ejerce la vicepresidencia.
- Un funcionario del Departamento de Seguridad Nacional, que ejercerá la Secretaría Técnica.
- Un vocal con rango mínimo de Subdirector general o asimilado u Oficial General de cada departamento ministerial y organismo público con representación en el Consejo de Seguridad Nacional.
- Un vocal con rango mínimo de Subdirector General o asimilado u Oficial General en representación de la Agencia Espacial Española.
- Cuando su contribución se considere necesaria y, en todo caso, cuando los asuntos a tratar afecten a sus respectivas competencias, se convocará a:
  - Los titulares de los órganos superiores y directivos de la Administración General del Estado.
  - Las autoridades competentes de las comunidades autónomas y de las ciudades con Estatuto de Autonomía.
  - Las autoridades competentes de la Administración Local.
  - Las autoridades competentes de los organismos públicos y entidades de derecho público vinculados o dependientes de las Administraciones Públicas, cuando su contribución se considere necesaria y, en todo caso, cuando los asuntos a tratar afecten a sus respectivas competencias.
- Cuando el presidente así lo decida, un representante del resto de los departamentos ministeriales u organismos públicos.
- Cuando el presidente así lo decida, representantes de las demás entidades que integran el sector público institucional, del sector privado y aquellas personas en su condición de expertos cuya contribución se considere relevante.